# Ennealogi
En ennealogi är en sammanhållen grupp av nio verk inom något konstnärligt område.

## Kända ennealogier

### Film
- Stjärnornas krig av George Lucas